# Apolda
Apolda – miasto powiatowe w Niemczech, w kraju związkowym Turyngia, siedziba powiatu Weimarer Land. Liczy 23 179 mieszkańców (2009), leży nad rzeką Ilm, ok. 15 km na północny wschód od Weimaru. Przez Apoldę przebiega trasa kolejowa z Berlina i Halle (Saale) do Frankfurtu nad Menem. Ze względu na ponad 200-letnią tradycję ludwisarstwa, Apolda nazywana jest często miastem dzwonów (Glockenstadt).

## Historia
Kalendarium:
- przełom X i XI wieku – pierwsza wzmianka o zamku Apolda
- 1119 – źródła poświadczają istnienie miasta Apolde, landgraf Wichmann wznosi kościół zamkowy
- XII wiek – miasto zostaje wcielone w obręb arcybiskupstwa mogunckiego
- 1260 – miasto otrzymuje przywilej bicia monety
- 1633 – wcielenie Apoldy do księstwa Saksonia-Weimar, od roku 1741 staje się miastem księstwa Saksonia-Weimar-Eisenach
- 1722 – Johann Christoph Rose zakłada pierwszą ludwisarnię, początek tradycji ludwisarstwa w tym mieście
- 1911 – w ludwisarni rozpoczęto produkcję dzwonów do carillonów
- 1923 – ludwisarz Heinrich Ulrich der Guss odlał jeden z największych dzwonów na świecie – Dzwon Świętego Piotra (St. Peterglocke) dla katedry w Kolonii
- 1952 – utworzenie Muzeum Dzwonów (Glockenmuseum)
- 1994 – pierwszy Międzynarodowy Festiwal Dzwonów (Apoldaer Weltglockengeläut) – cykliczna impreza skupiająca ludwisarzy, prezentacje carillonów i innych wyrobów związanych z dzwonami.

## Zabytki
- zamek z XII wieku, wielokrotnie przebudowywany, mieszczący dziś szkołę muzyczną i dom kultury
- kościół św. Marcina (Martinskirche), wzmiankowany w 1119 romański, kilkakrotnie przebudowany
- kościół Lutra (Lutherkirche), neogotycki z 1894
- kościół św. Bonifacego (St.-Bonifatius), neogotycki projektu Maxa Meckela, z 1894, na miejscu wcześniejszego XIX-wiecznego kościoła, założonego przy tamtejszej szkole św. Bonifacego
- wiadukt kolejowy zbudowany na przełomie 1845/1846, jeden z największych zabytkowych wiaduktów w Europie (długość 95m, wysokość 23m, szerokość 8,79m.)
- dworzec kolejowy – neogotycki z XIX wieku
- XVI-wieczny ratusz
- eklektyczne i secesyjne kamienice z XIX i XX wieku

## Galeria

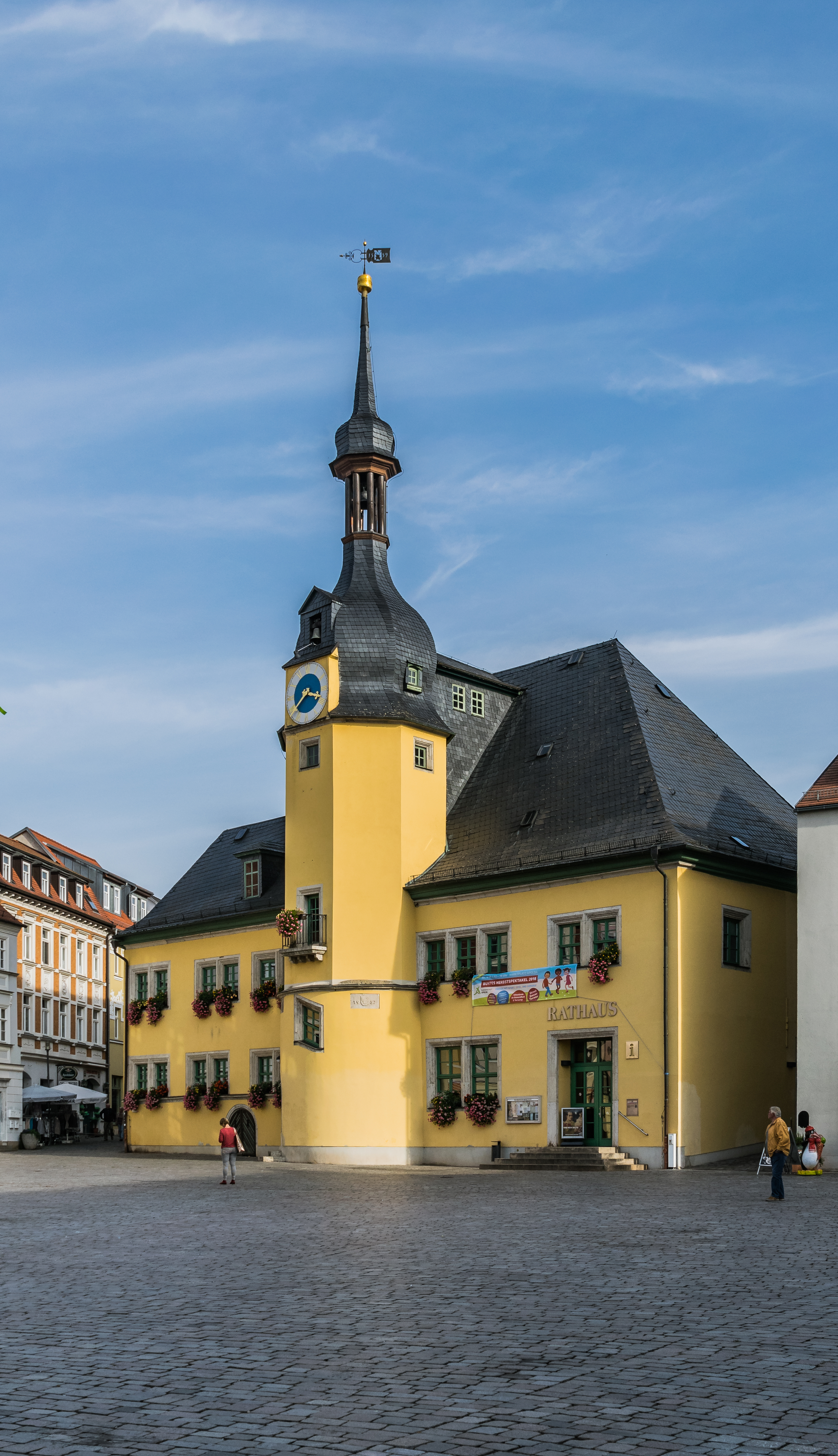
Ratusz
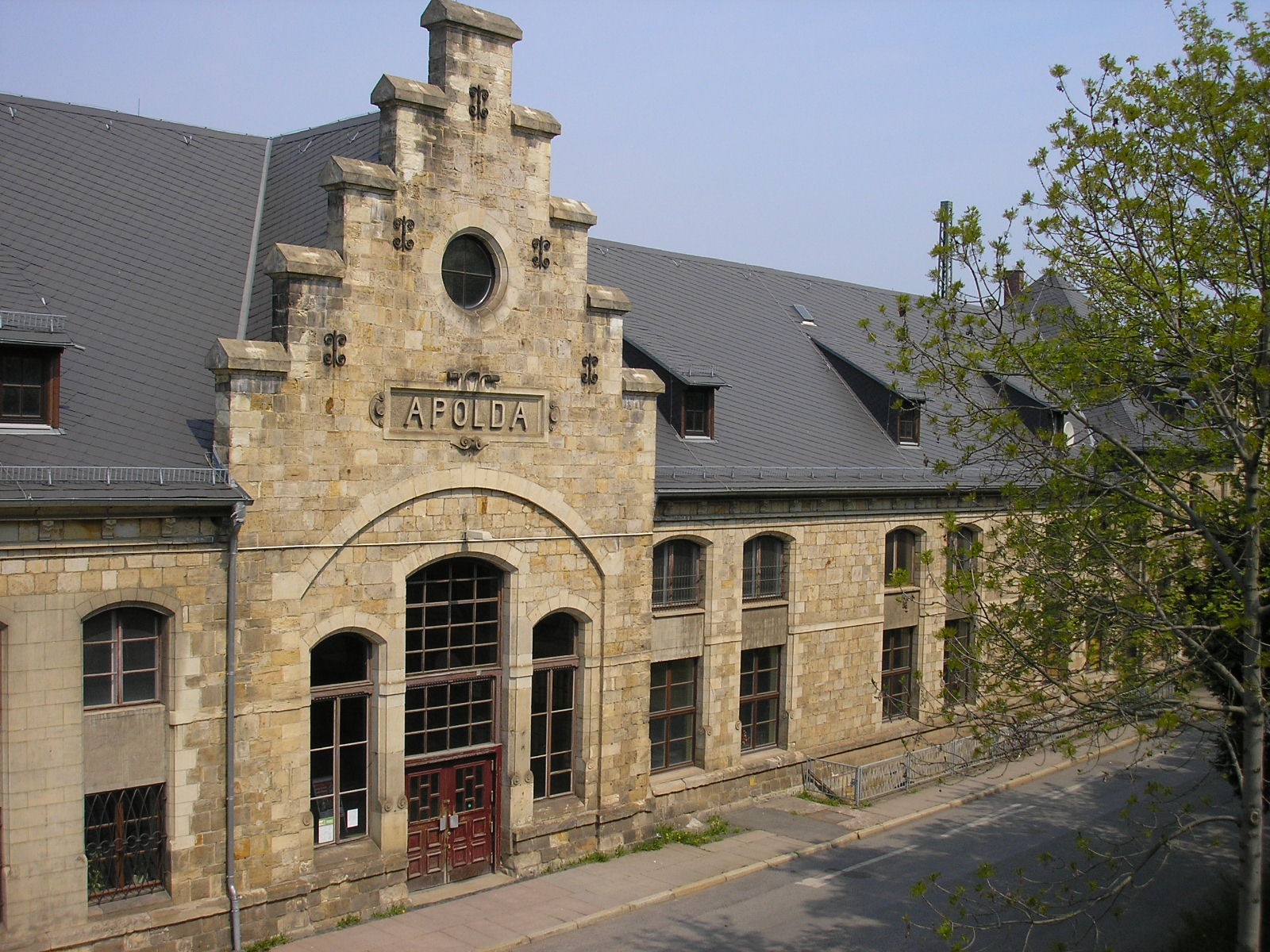
Dworzec kolejowy
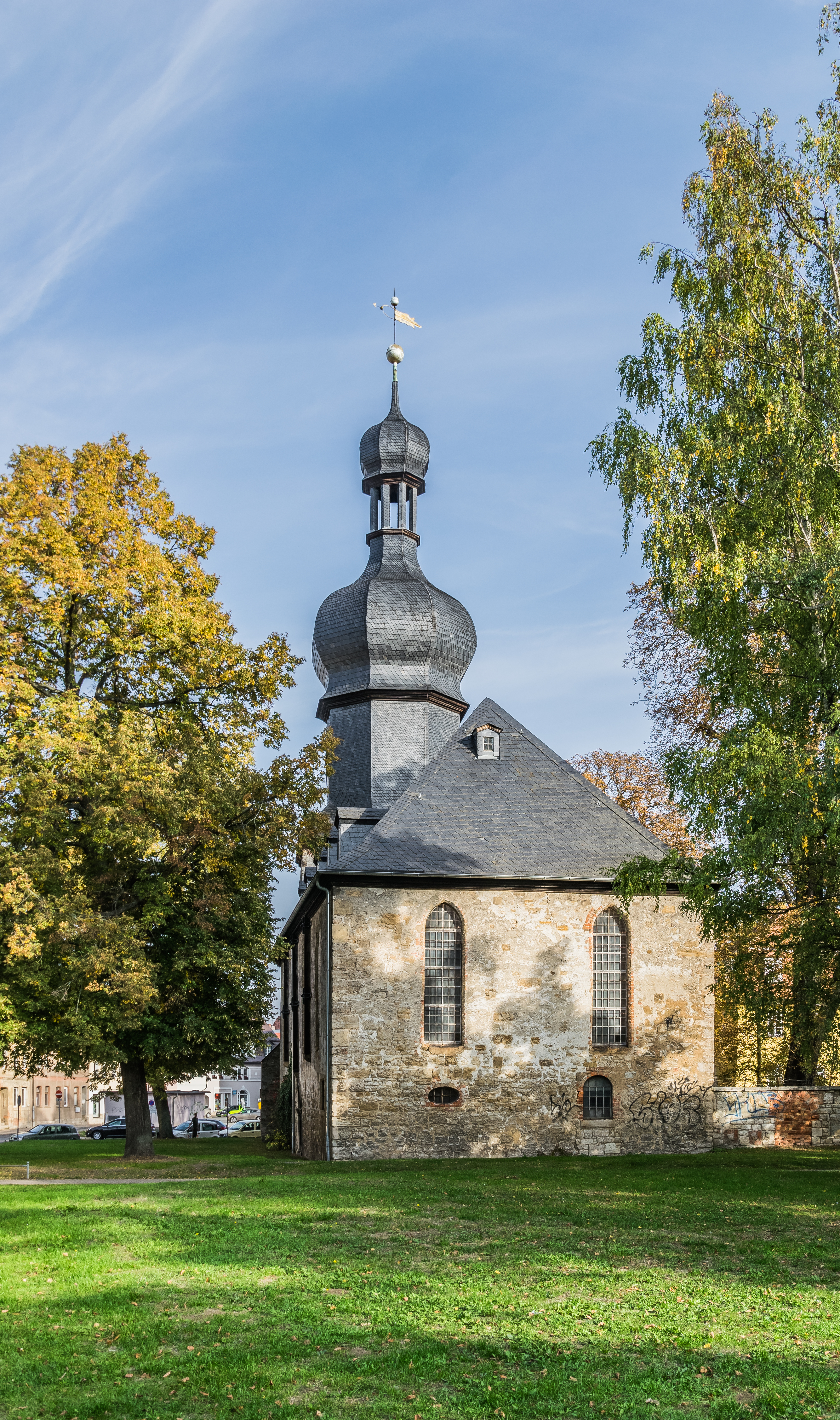
Kościół św. Marcina (Martinskirche)
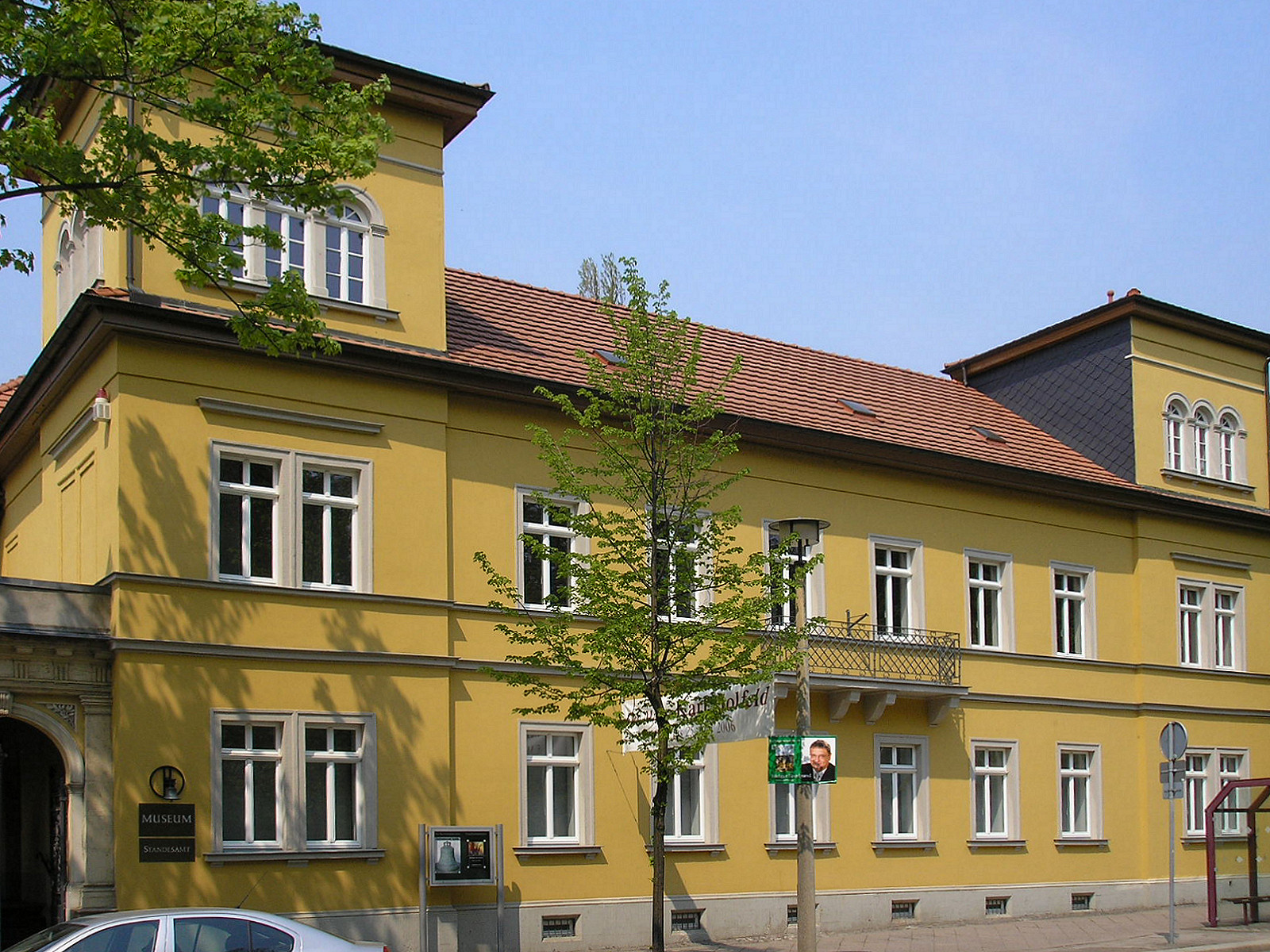
Siedziba Muzeum Dzwonów (Glockenmuseum)
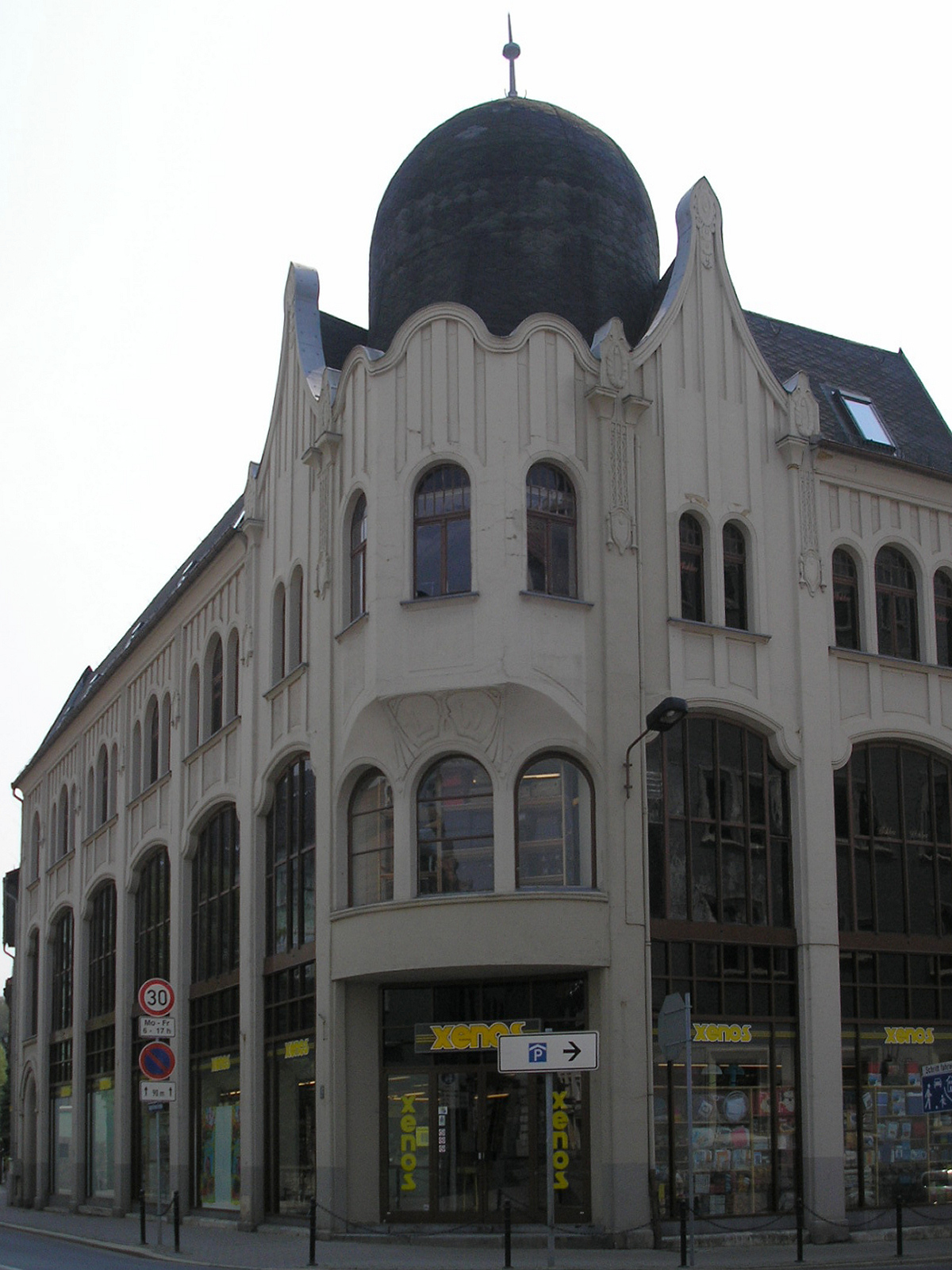
Secesyjny pawilon handlowy
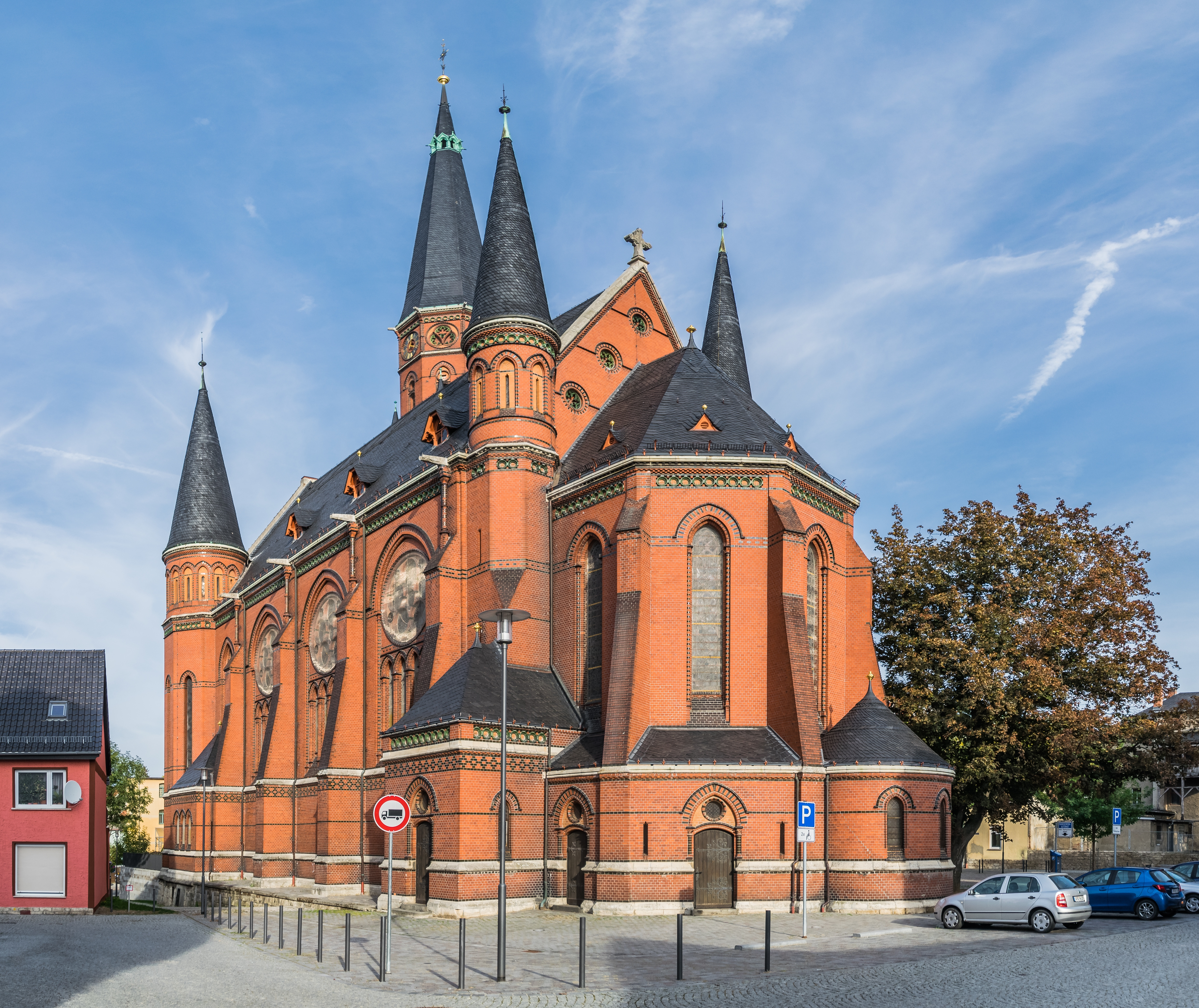
Kościół Marcina Lutra (Lutherkirche)

## Współpraca
Miejscowości partnerskie:
- Deutsch-Griffen, Austria (kontakty utrzymuje dzielnica Utenbach)
- Mark, Szwecja
- Rapid City, USA
- San Miniato, Włochy
- Seclin, Francja